# T69 (танк)

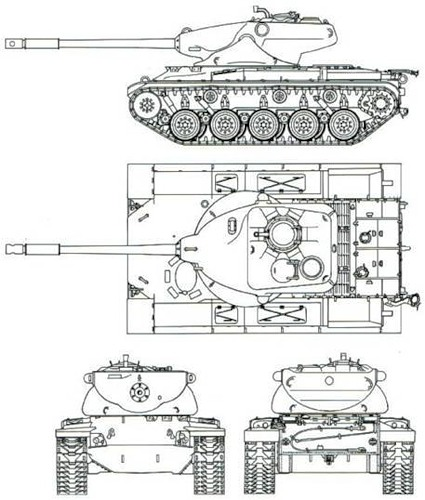
Схематичне зображення середнього танка Т69

T69 (англ. T69 (tank)) — американський дослідний середній танк кінця 1950-х років. Був створений в 1953—1955 роках на основі конструкції дослідного середнього танка T42. В конструкції цього танку одним з перших в американському танкобудівництві була використана концепція хитної танкової башти та встановлення 90-мм гармати з автоматом заряджання на 8 снарядів, на основі башти французького легкого танка AMX-13. Був вироблений лише один прототип, на озброєння не надходив.

## Історія
На початку 1950-х років командування армії США ініціювало програму розробки танків, які мали надійти найближчим часом на заміну тим, що перебували на озброєнні, і як правило були розробками ще часів Другої світової війни. M4 Sherman застарівав і був у процесі заміни на M26 Pershing та модернізований M46 Patton.
Однак ці танки все ще були дуже схожі на бронетехніку часів Другої світової війни і не використовували нові технології, які почали проявлятися останнім часом у танкобудівництві. Одним з танків, які з'явилися за програмою проектування, став середній танк T42. І незабаром його дизайн він ліг в основу проєкту Т69.
Унікальною особливістю Т69 серед інших середніх танків, що розроблялися на той час, була його хитна башта та система автоматичного заряджання гармати. Проєкт T69 чимало почерпнув з проєкту легкого танка T71, озброєному 76-мм гарматою M1A2 з автоматом заряджання у хитній башті. Проєкт також перекликався з прототипами важких танків T57 і T58, озброєних 120-мм і 155-мм танковими гарматами відповідно; обидва також мали системи автоматичного заряджання та хитні башти. Ці дві моделі базувалися на шасі важкого танка М103.
За результатами досліджень, проведених компанією Rheem Manufacturing Company, конструктори запропонували встановити 90-мм танкову гармату T139 у поєднанні з автоматом заряджання на шасі танка T42 за умови її встановлення в хитній башті. Хитні башти, відомі завдяки французьким AMX-13, були найновішим проривом у створенні танків того часу. Ці башти мали нерухому гармату в двоскладовій башті. Нижня половина, або «комір», з'єднана з кільцем башти і забезпечувала горизонтальне обертання. Верхня частина, або «корпус», несе власно гармату, що рухається вгору і вниз по набору цапф, що забезпечувало вертикальний хід. Башти цієї конструкції дозволяли використовувати механізми автозаряджання, оскільки гармата була закріплена на місці, що означало, що навантажувач не потрібно після кожного пострілу повторно вирівнювати.
T69 випробовувався на полігоні в Абердіні з червня 1955 до квітня 1956 року. Випробуванню перешкоджали часті відмови та виходи зі строю складових компонентів, що заважало поглибленому вивченню системи автоматичного заряджання та корегуванню роботи хитної башти. Врешті танк був визнаний незадовільним для обслуговування, але різні випробування прототипу продовжувалися ще якісь час. Отримані уроки відкрили шлях для майбутніх технологій та розробок. 11 лютого 1958 року проєкт T69 був остаточно офіційно закритий. Єдиний виготовлений прототип наразі знаходиться в музеї форт Мур, штат Джорджія.